# Дракос, Темистоклис

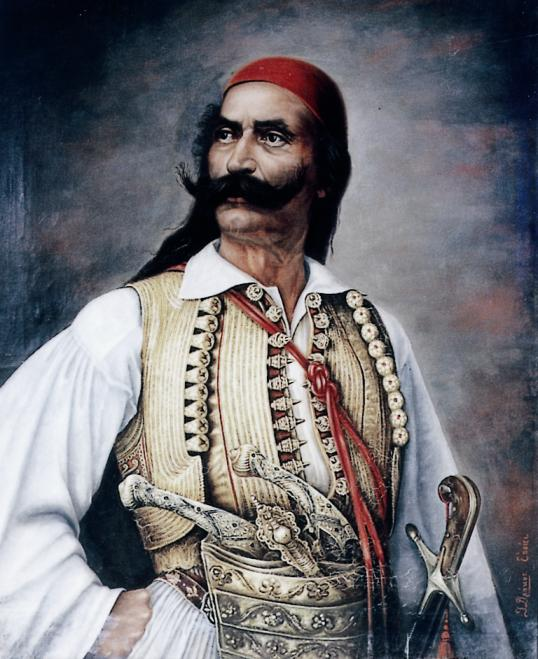
Портрет Георгия Дракоса.

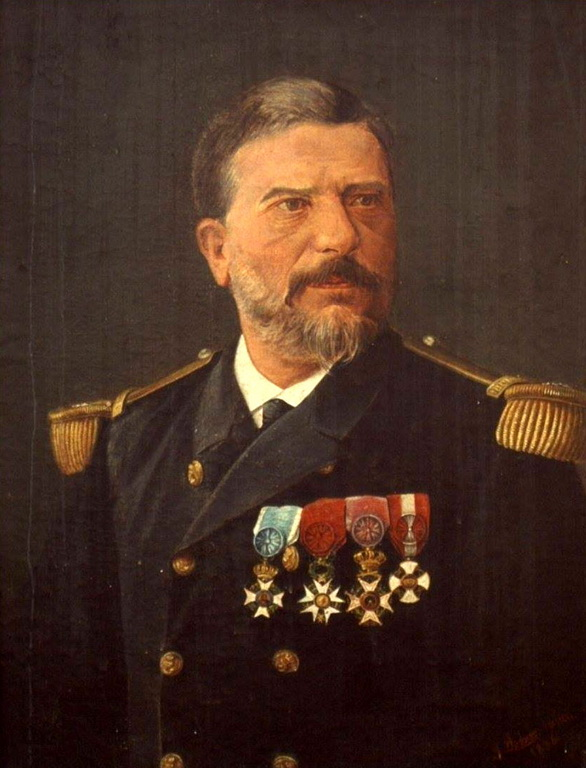
Портрет морского офицера Илиаса Канеллопулоса.

Темистоклис Дракос (греч.  Θεμιστοκλής Δράκος ; 1830, Месиния — 1905, Афины) — греческий иконописец и художник — портретист конца XIX — начала XX веков.

## Биография — Работы
Биографические данные о Т. Дракосе весьма скупы. Достоверно известно что он родился в 1830 году.
На основании его иконописи датируемой десятилетием 60-х годов XIX века и сконцентрированной в Мессинии, искусствовед Николаос Грекос в своей работе «Академические тенденции в церковной живописи Греции XIX века», предполагает («за отсутствием другой информации») что он является уроженцем Мессинии.
При этом Н. Грекос считает его иконописцем-западником (δυτικότροπος αγιογράφος).
Однако Т. Дракос более всего известен как портретист. При этом информация о его образовании ограничивается тем что он посещал уроки в Школе изящных искусств, а также что он преподавал рисунок/эскиз в военном Училище эвэлпидов и мичманской школе.
Бо́льшая часть его портретов отображает участников Освободительной войны 1821—1830 годов и учитывая фактор времени его портреты основываются на существовавшие зарисовки-наброски и даже просто на описания. Несмотря на это большое число его портретов выставлено в Национальном историческом музее Афин.
При этом Н. Грекос характеризует его манеру портретистики как своего рода «народный классицизм».
Т. Дракос написал также несколько портретов современников.
Отмечен также своими гневными публикациями против «чёрной археологии» и контрабанды находок, при соучастии западных дипломатов.
Художник умер в Афинах в 1905 году.